# 아메노모리 호슈
아메노모리 호슈(일본어: 雨森芳洲 1668년~1755년)는 에도 시대 일본의 의사이자 주자학 계열의 유학자이다.
한문, 조선어, 중국어에 능통했으며, 조선 무역의 중개 역할을 하던 쓰시마 번에서 외교 담당 문관으로 활약하였다. 일본 최초로 조선어 교과서인 《교린수지》(交隣須知)를 집필하였으며, 전문 통역관으로서 통역인 양성학교도 설립하였다. 한일 양국간 대등한 외교관계를 강조했으며, 양국 우호에 기여한 인물로 평가받고 있다.
우삼동(雨森東)이라는 조선식 이름을 사용했다.

## 생애

### 기노시타 준안의 문하생으로
간몬 8년(1668년)에 오미국 이카 군 아메노모리 촌(현재의 시가현 나가하마시 다카쓰키 정)에서 의사의 아들로 태어났다. 그의 가문인 아메노모리 씨(雨森氏)는 지역의 영주였으나, 오다 노부나가 휘하의 도요토미 히데요시 군에게 막대한 피해를 입고 몰락하였다. 부친은 무사의 신분을 버리고 의사가 되었으며, 호슈도 가업을 잇기 위해 의사 수업을 받았고, 12세의 나이에 교토에서 의학을 공부하였다. 1685년경, 에도로 나아가 주자학자 기노시타 준안(木下順庵)의 문하에 들어갔다. 그의 동문으로는 아라이 하쿠세키(新井白石) 등이 있었다. 겐로쿠(元禄) 2년(1689년)에 기노시타의 추천으로 당시 중개무역으로 윤택한 재력을 지니고 우수한 인재를 찾고 있던 쓰시마 번에 발탁되어 겐로쿠 5년(1692년)에 쓰시마국에 부임, 쓰시마 번의 문교(文教)나 대조선 외교문서를 전담하는 진문역(真文役)이 되었다. 이 사이에 그는 나가사키(長崎)에서 중국어를 배우게 되었다.

### 조선방좌역
겐로쿠 11년(1698년) 조선방좌역(朝鮮方佐役, 조선 통신사 전담 보좌)을 명받고 15년(1702년)에 처음으로 조선의 부산진에 건너와, 이듬해부터 2년간을 부산 초량왜관에서 차왜로써 머무르며 조선어를 습득하였다. 이 사이에 아메노모리는 조선측의 일본어사전인 《왜어유해》(倭語類解)의 편찬에 협력했고 그 자신도 조선어 입문서인 《교린수지》(交隣須知)를 작성하였다. 당시 일본 유일의 해외 공관이었던 부산의 왜관을 차왜로서 오가면서 조선어를 습득하였는데, 지적 호기심이 대단하여 당시 조선의 선비들이 천대했던 언문(한글)에도 매우 관심을 보이면서 배웠다고 한다.
6대 쇼군 도쿠가와 요시노부 때인 쇼토쿠(正德) 원년(1711년)과 8대 쇼군 도쿠가와 요시무네 때인 교호(享保) 4년(1719년), 아메노모리는 막부의 요청으로 신임 쇼군을 축하하고자 조선에서 파견되어 쓰시마에 온 조선 통신사 사절의 에도행을 수행하였고, 쇼군 요시무네 당시의 조선 통신사 제술관이었던 신유한은 귀국 후에 쓴 자신의 저서 《해유록》(海遊錄)에서 아메노모리 호슈의 활약을 적고, 그의 학식에 감탄하였다. 아메노모리는 독실한 인격으로 사람들의 신뢰를 얻었고, 명분이나 덕업을 중시해 자제들의 교육에도 힘썼다.

### 만년의 나날들
교호 5년(1720년)에는 조선 국왕 경종(景宗)의 즉위를 축하하는 쓰시마 번의 사절단에 참가해 다시 부산포로 건너왔다. 그러나 조선인삼 밀수 등 쓰시마 번의 대조선정책에 불만을 품고 이듬해 조선방좌역을 사임, 가독을 장남에게 물려주고, 자신은 자택에 서당을 열고 저작과 교육에 전념하면서 나날을 보냈다. 아메노모리가 교호 12년(1727년)에 자신의 자택에 연 3년 과정의 조선어학교에서는 수많은 조선어 역관이 배출되었다.
교호 14년(1729년) 아메노모리는 특사로써 다시 한 번 조선의 초량왜관으로 건너오게 된다. 교호 19년(1734년)에는 쓰시마 번주의 소바요닌으로 취임, 번의 정치에 관련된 《치요관견》(治要管見)이나 대조선 외교 지침 《교린제성》(交隣提醒)을 집필하였다. 이러한 그의 저술에서는 문화상대주의 사상이 드러난다는 평가가 따른다.
동문의 유학자이자 평생의 지우였던 아라이 하쿠세키와는 일본 국왕 호칭 문제로 대립하였다(일본 국왕 호칭 문제). 이는 양국 정치체의 수장인 조선 국왕과 일본 쇼군의 문서상 호칭에 관한 문제로, 일본의 체제가 형식적 국가 상징인 천황(天皇)과 실권자인 쇼군으로 이원화되어 있었기 때문에 발생하는 문제였다. 조선은 에도 막부의 쇼군에게 일본국대군(日本國大君)이라고 불렀는데, 아라이 하쿠세키는 조선과 동등한 일본국왕(日本國王)으로 호칭할 것을 주장했고, 호슈는 대등한 교류 관계를 들어 이에 반대하였다.
호레키(宝暦) 5년(1755년), 쓰시마 이즈하라(厳原)의 히키치(日吉) 별저에서 사망하였다. 향년 88세. 시호는 일득재방주성청부군(一得斎芳洲誠清府君). 묘는 히키치의 조슈인(長寿院)에 있고, 그 옆에 맏아들 겐노스케(顕之允)의 무덤도 있다.

## 평가

### 외교
아메노모리는 조선 연구 성과, 조선 외교에 대한 생각을 담은 《교린제성》(交隣提醒)이나 《인교시송물어》(隣交始松物語), 《조선천호연혁지》(朝鮮践好沿革志)를 남겼다. 아메노모리 호슈는 조선과의 교류를 성신(誠信)으로 하여야 함을 주장했다. 그는 성신은 곧 진실한 마음[實意]이므로 서로 속이지 않고 다투지 않으며 진실을 가지고 교제하는 일이라고 하였다. 그러면서 조선과 참된 성신지교(誠信之交)를 하기 위해서는 송사(送使)를 사퇴시키고 조금도 그 나라(조선)의 번거로움이 되지 않도록 해야 한다고 주장했다.

### 어학분야 공헌
호슈는 당시 일본의 학자들과 달리 일본어 어순으로 풀어 읽는 일본식 한문이 아닌 살아있는 중국어(입말)와 조선어를 손수 습득함으로써, 조선사람, 중국사람과 역관을 거치지 않고 직접 효과적인 의사소통을 할 수 있었고, 다른 언어를 객관적으로 보는 비교언어학적 관점을 지닐 수 있었다. 당시 일본에서는 조선어를 가르칠 수 있는 체계적인 교재가 없고, 그 전까지 일본의 조선어 역관들은 왜관 등지에 거주하면서 조선말을 자연스레 몸에 익힌 사람들이었다.
임진왜란 뒤에 왜관에 대한 조선측의 통제가 심해져 왜관 밖을 돌아다니며 조선 사람과 접촉하거나 교류할 기회가 없어지자, 조선말을 할 줄 아는 사람이 점점 없어져갔다. 호슈는 부산 초량왜관에 있을 때, 조선말을 공부하면서 동시에 학습 과정에서 익힌 지식을 책으로 엮어 교재로 편집했다. 당시 조선에서는 《왜어유해》라는 일본어 대역학습서가 있었는데, 호슈는 이 책의 편찬에 참여했으며 그 경험을 살려 자신의 조선어 학습서 《교린수지》에 반영했다.
《교린수지》에서는 한자를 달고 거기에 해당하는 조선어 한자의 음과 새김, 또 일본어의 음훈을 실었으며, 실제 그 단어를 쓴 구어체 예문을 실어서 쉽게 익힐 수 있게 하였다. 《교린수지》는 지속적으로 증보, 개정되어 메이지 초기 한국어 학습서로도 쓰였다. 그는 중국어와 조선어를 나란히 공부하면서 조선어의 특징인 토씨 사용, 어순, 동사와 형용사의 활용 등을 주목하였고, 조선 사람이 잘 틀리는 일본어 자음의 유성, 무성 구별 등을 예시로 들어서 발음 학습에도 상당한 주의를 기울였다. 또한, 문자로 쓰여진 것과 실제 발음이 다른 현상(철자와 발음의 괴리)도 지적하여 세밀한 신경을 썼다. 조선 관리들이 쓰는 한문은 조선어 학습에 도움이 되지 않으므로, 《춘향전》등 언문으로 쓰인 소설 등을 읽으면서 교재로 썼다(중국어를 배울 때도 구어체에 기반한 소설로 배웠다).
또한 쓰시마 번의 정치에 관련된 저작, 교육서, 문집도 많이 남겼고, 수필로 《교창다화》(橘窓茶話), 《다와레구사》(たはれ草) 등이 있다.

## 저서
- 《교린제성》(交隣提醒) - 2001년에 한일관계사학회에서 번역 출간하였다.
- 《인교시송물어》(隣交始松物語)
- 《조선천호연혁지》(朝鮮践好沿革志)
- 《교린수지》
- 《전일도인》(全一道人)
- 《교창다화》(橘窓茶話)
- 《다와레구사》(たはれ草) - 2012년에 한국의 태학사에서 《한 경계인의 고독과 중얼거림》이라는 제목으로 번역 출간하였다.

## 일화
- 호슈는 온갖 외국어에 능통한 사람으로 어느 중국인은 그를 보고 「당신은 다양한 어학에 능통하지만, 그 중에서도 특히 뛰어난 것은 일본어요」라는 농담을 던졌다고 한다.
- 사상적으로는 소중화사상을 믿어 자신이 일본인으로 태어난 것을 몹시 후회하며 「내가 중화에 태어났어야 했는데」라며 눈물을 흘렸다는 기록도 후세에 전해진다.
- 또한 당시 일본에 유행하던 남색(동성애)을 호슈 역시 이상하게 생각하지도 꺼리지도 않았는데, 조선의 통신사 제술관 신유한이 "음(陰)과 양(陽)이 서로 이끌리고 좋아하는 것이야 당연하지만 같은 양과 양끼리 서로 이끌려 좋아한다니 몹시 기괴한 일입니다."라며 불쾌해 하자, 호슈는 "학사께서는 아직 그 즐거움을 모르시는 모양입니다."라고 대답했다고 한다.
- 81세의 고령에는 처음으로 가도(歌道)에 뜻을 두어 고대 일본의 《고킨와카슈》(古今和歌集)를 1천 번 이상을 읽었다고 한다.

## 참고 문헌
- 강재언 저(이규수 역) 《조선통신사의 일본견문록》 한길사, 2005년
- 금병동 저(최혜주 역) 《일본인의 조선관 일본인 57인의 시선 그 빛과 그림자》 도서출판 논형, 2008년
- 나카오 히로시 저(유종현 역) 《조선통신사 이야기 한일 문화교류의 역사》 도서출판 한울, 2005년
- 나가도메 히사에 저(최사호 역) 《아메노모리 호슈 조선을 사랑한》 어드북스, 2009년
- 이진희 저(김익한 역) 《한일교류사 학고재신서14》 학고재, 1998년
- 허경진 《조선의 르네상스인 중인》 랜덤하우스코리아, 2008년
- 호사카 류지 《조선 선비와 일본 사무라이》 김영사, 2007년